# Arthur Kochmann
Arthur Kochmann (ur. 24 grudnia 1864 w Gliwicach, zm. w początkach 1944 r. w KL Auschwitz) – niemiecki prawnik i polityk pochodzenia żydowskiego.

## Życiorys
Urodził się, jako piąty z siedmiu synów Jonasa i Ernestine Kochmannów i jedno z jedenastu dzieci z jego dwóch małżeństw.
Od 1892 r. pracował jako prawnik i notariusz w sądzie rejonowym w Gliwicach. W 1899 r. został radnym miejskim, a w 1915 r. przewodniczącym gminy synagogalnej w Gliwicach. Był też przewodniczącym Związku Górnośląskich Gmin Żydowskich. W latach 1919–1924 był posłem Niemieckiej Partii Demokratycznej (DDP) w pruskim Landtagu.
Ożenił się Selmą Cohn, córką rabina gminy żydowskiej w Katowicach Jacoba Cohna. Ich syn Hans Kochmann popełnił samobójstwo w 1931 r. Córka, piękna kobieta Suzanne Kochmann, poślubiła włoskiego dyplomatę majora Giuseppe Renzettiego.
Podczas plebiscytu w 1921 r. na Górnym Śląsku, kiedy sąsiednie gminy zwróciły się do Polski, agitował za przynależnością Gliwic do Niemiec. Z powodu jego działań w tej kwestii został na krótko aresztowany, a następnie zmuszony do opuszczenia terytorium plebiscytowego, po czym wyjechał na kilka lat do Berlina, gdzie miał krewnych. 
Pod koniec lat dwudziestych wrócił do Gliwic, gdzie otrzymał najwyższe odznaczenia, które nadała społeczność miejska. Został ogłoszony Honorowym Obywatelem na mocy ustawy Rady Miasta z 23 lutego 1928 r. i został jej przewodniczącym.  
Od czasu dojścia do władzy narodowych socjalistów współpracował z bytomskim adwokatem i sekretarzem Żydowskiego Komitetu Działania (Aktionsausschusses der Juden) Georgiem Weissmannem (1885–1963) w zakresie egzekwowania praw mniejszości żydowskiej. Wspólnie redagowali między innymi petycję Bernheima. 22 marca 1933 r. w gmachu gliwickiego sądu, przy Schlageterstrasse (obecnie ul. Powstańców Warszawy 23) brutalnie pobito żydowskich adwokatów, w tym dr. Arthura Kochmanna. Został wybrany mężem zaufania na Górnym Śląsku w Delegacji Żydów Niemieckich w Rzeszy. 
Pozostał w Gliwicach, ale jako jeden z nielicznych Żydów nie został objęty deportacjami w 1941, prawdopodobnie dlatego, że jego zięć był włoskim oficerem łącznikowym między Mussolinim a Hitlerem w Berlinie. Dopiero 28 grudnia 1943 jako ostatni Żyd z Górnego Śląska został wysłany do Auschwitz.